# Одинцов, Сергей Иванович
Сергей Иванович Одинцов (2 [14] июля 1874 — 1920) — русский и советский военачальник.

## Биография
Православный. Из дворян. Военное образование получил в Алексеевском кадетском корпусе и Николаевском кавалерийском училище. Выпущен в 36-й драгунский (позже 12-й гусарский) Ахтырский полк (12.08.1895). Корнет (1895). Поручик (1898). Штабс-ротмистр (1900).
В 1902 году окончил Николаевскую академию генштаба по первому разряду. Был прикомандирован к Офицерской кавалерийской школе для изучения тех. стороны кавалерийского дела (02.10.1902-29.09.1903). Отбывал цензовое командование эскадроном при 36-м драгунском Ахтырском полку (27.10.1903-21.02.1904).
Участник русско-японской войны. Выбрался из осажденного Порт-Артура с донесением в штаб Манчжурской Армии. Награждён Золотым оружием. С 18 февраля 1904 — обер-офицер для особых поручений при штабе 3-го Сибирского армейского корпуса. С 5 августа 1905 — обер-офицер для делопроизводства и поручений управления генерал-квартирмейстера при ГК на Дальнем Востоке.
Помощник делопроизводителя ГУГШ. Подполковник (1907). Полковник (1911). Увлекался воздухоплаванием, совершал полёты на воздушных шарах. В мае 1911 — ноябре 1912 начальник Офицерской школы авиации в Севастополе. Отстранён за разглашение сведений о предстоящем расширении территории школы, что привело к скупке предполагавшейся под расширение земли заинтересованными лицами.
С 1911 сотрудник редакции «Военной энциклопедии».

### Первая мировая война
Начальник штаба 3-й Кавказской казачьей дивизии (назн. 01.11.1912; утв. 08.03.1914). В годы Первой мировой войны командовал Приморским драгунским полком (с 24.07.1915). C 24 октября 1916 — начальник штаба Заамурской конной дивизии. С 16 апреля 1917 — командующий 3-й Кавказской кавалерийской дивизией.
По мнению Петра Николаевича Врангеля, командовавшего полком в одной бригаде с Одинцовым:
Это был храбрый и толковый начальник, но нравственности низкой — сухой и беспринципный, эгоист, не брезговавший ничем ради карьеры.
Во время Корниловского выступления Одинцов на собрании комитета дивизии выступил уклончиво, не поддержав открыто ни Корнилова ни Керенского, сказав: «Я — как мои дети, как мои казаки». Позднее, когда Врангель будет уезжать с собрания комитета, Одинцов ему пояснит, что он "совсем растерялся", что его вопрос "застал врасплох" .

### Революция и Гражданская война
После Октябрьской революции одним из первых начал сотрудничать с большевиками. Прибыв в Ставку как представитель большевистского главковерха Крыленко, предложил генералу Духонину сдать пост. Одинцову принадлежит немалая заслуга в том, что Ставка перешла под контроль Советской власти без какого-либо сопротивления.
Вскоре после революции обратился в только что созданный Наркоминдел с предложением создать комиссию из военных специалистов, чтобы оказать содействие Наркоминделу в разработке военно-технических вопросов, касающихся перемирия с Германией. Письмо это было передано в Совнарком, его Председателю В. И. Ленину, который и написал С. И. Одинцову 15 ноября ответное письмо.
С декабря 1917 по март 1918 Одинцов — управляющий канцелярией Народного комиссариата по военным делам.
Был арестован ЧК 1 марта 1918 г., но к 18 апреля 1918 г. был уже освобожден. В 20-х числах апреля 1918 года в составе делегации возглавляемой Раковским, ездил в Курск для переговоров с представителями Украинской Рады и немцами.
Затем работник высшей военной инспекции. С июля 1919 года старший инспектор кавалерии Высшей военной инспекции.
В октябре-ноябре 1919 года командовал группой войск 7-й армии во время боёв под Петроградом с Северо-Западной армией генерала Юденича. С 17 ноября 1919 года по июль 1920 командующий 7-й армией.
9 июня 1920 г. выехал из Петрограда в Одессу. Вероятно, умер в пути.
11.07.1920 в заседании Малого СНК (протокол № 711) рассматривался вопрос «об оказании помощи семье покойного командующего 7 армией С. И. Одинцова». 
Это опровергает версию о том, что он якобы был расстрелян большевиками.

## Награды
- Орден Святой Анны 4-й ст.
- Орден Святой Анны 3-й ст. с мечами и бантом
- Орден Святого Станислава 3-й ст. с мечами и бантом (1905)
- Орден Святого Станислава 2-й ст. с мечами
- Орден Святой Анны 2-й ст. с мечами
- Орден Святого Владимира 4-й ст. с мечами и бантом (1906)
- Золотое Оружие с надписью «За храбрость» — (ВП 01.07.1907)
- Орден Св. Владимира 3-й ст. (04.11.1911)
- Мечи к ордену Св. Владимира 3-й ст. (28.01.1915)
- Объявлено Высочайшее благоволение (06.02.1915)
- Орден Красного Знамени (1919).